# Giải vô địch bóng đá U-16 thế giới 1987
Giải vô địch bóng đá U-16 thế giới 1987 là giải đấu lần thứ 2 của Giải vô địch bóng đá U-16 thế giới, được Canada đăng cai và tổ chức tại các thành phố Montreal, Saint John, St. John's và Toronto từ ngày 12 đến ngày 25 tháng 7 năm 1987. Các cầu thủ sinh sau ngày 1 tháng 8 năm 1970 đủ điều kiện tham gia giải đấu này.

## Địa điểm
Các thành phố Montreal, Saint John, St. John's và Toronto đã được chọn để tổ chức các trận đấu của giải đấu.
| MontrealSt. John'sSaint JohnTorontoGiải vô địch bóng đá U-16 thế giới 1987 (Canada) | Toronto                                          | St. John's                                  |
| ----------------------------------------------------------------------------------- | ------------------------------------------------ | ------------------------------------------- |
| MontrealSt. John'sSaint JohnTorontoGiải vô địch bóng đá U-16 thế giới 1987 (Canada) | Sân vận động Varsity                             | King George V Park                          |
| MontrealSt. John'sSaint JohnTorontoGiải vô địch bóng đá U-16 thế giới 1987 (Canada) | 43°40′0″B 79°23′50″T / 43,66667°B 79,39722°T     | 47°34′39″B 52°42′5″T / 47,5775°B 52,70139°T |
| MontrealSt. John'sSaint JohnTorontoGiải vô địch bóng đá U-16 thế giới 1987 (Canada) | Sức chứa: 21,739                                 | Sức chứa: 10,000                            |
| MontrealSt. John'sSaint JohnTorontoGiải vô địch bóng đá U-16 thế giới 1987 (Canada) |                                                  |                                             |
| MontrealSt. John'sSaint JohnTorontoGiải vô địch bóng đá U-16 thế giới 1987 (Canada) | Montreal                                         | Saint John                                  |
| MontrealSt. John'sSaint JohnTorontoGiải vô địch bóng đá U-16 thế giới 1987 (Canada) | Khu phức hợp thể thao Claude-Robillard           | Sân vận động Canada Games                   |
| MontrealSt. John'sSaint JohnTorontoGiải vô địch bóng đá U-16 thế giới 1987 (Canada) | 45°33′14,83″B 73°38′11,87″T / 45,55°B 73,63333°T | 45°18′16″B 66°5′15″T / 45,30444°B 66,0875°T |
| MontrealSt. John'sSaint JohnTorontoGiải vô địch bóng đá U-16 thế giới 1987 (Canada) | Sức chứa: 9,000                                  | Sức chứa: 5,000                             |
| MontrealSt. John'sSaint JohnTorontoGiải vô địch bóng đá U-16 thế giới 1987 (Canada) |                                                  |                                             |

## Các đội tuyển vượt qua vòng loại
| Liên đoàn                          | Giải đấu loại                                                      | Các đội tuyển vượt qua vòng loại |
| ---------------------------------- | ------------------------------------------------------------------ | -------------------------------- |
| AFC (châu Á)                       | Giải vô địch bóng đá U-16 châu Á 1986                              | Hàn Quốc · Qatar · Ả Rập Xê Út   |
| CAF (châu Phi)                     | Vòng loại Giải vô địch bóng đá U-16 thế giới 1987 khu vực châu Phi | Bờ Biển Ngà · Ai Cập · Nigeria   |
| CONCACAF (Bắc, Trung Mỹ và Caribe) | Chủ nhà                                                            | Canada                           |
| CONCACAF (Bắc, Trung Mỹ và Caribe) | Giải vô địch bóng đá U-17 CONCACAF 1987                            | México · Hoa Kỳ                  |
| CONMEBOL (Nam Mỹ)                  | Giải vô địch bóng đá U-16 Nam Mỹ 1986                              | Bolivia · Brasil · Ecuador       |
| OFC (châu Đại Dương)               | Giải vô địch bóng đá U-17 châu Đại Dương 1986                      | Úc                               |
| UEFA (châu Âu)                     | Giải vô địch bóng đá U-16 châu Âu 1987                             | Pháp · Ý · Liên Xô               |

## Đội hình
Danh sách đội hình, xem Danh sách cầu thủ tham dự giải vô địch bóng đá U-16 thế giới 1987.

## Trọng tài
| Châu Á - Itzhak Ben Itzhak - Ibrahim Al-Jassas - Lee Do-Ha - Jassim Mandi Châu Âu - Simon Bantsimba - Mohamed Hafez - Naji Jouini Bắc, Trung Mỹ và Caribe - Arturo Brizio Carter - David DiPlacido - Antonio Evangelista - Berny Ulloa Morera | Nam Mỹ - Jorge Orellano - Juan Ortube - José Roberto Wright Châu Âu - John Blankenstein - Kenny Hope - Alexey Spirin Châu Đại Dương - Ken Wallace |

## Vòng bảng

### Bảng A
Địa điểm: Sân vận động Varsity, Toronto
| Đội    | ST | T | H | B | BT | BB | HS | Đ | Kết quả                |
| ------ | -- | - | - | - | -- | -- | -- | - | ---------------------- |
| Ý      | 3  | 2 | 1 | 0 | 5  | 1  | 4  | 5 | Giành quyền vào tứ kết |
| Qatar  | 3  | 2 | 1 | 0 | 4  | 2  | 2  | 5 | Giành quyền vào tứ kết |
| Ai Cập | 3  | 1 | 0 | 2 | 3  | 2  | 1  | 2 | Bị loại                |
| Canada | 3  | 0 | 0 | 3 | 1  | 8  | -7 | 0 | Bị loại                |

| Ý                                    | 3–0        | Canada |
| ------------------------------------ | ---------- | ------ |
| Melli 22' · Pessotto 36' · Gallo 68' | (Chi tiết) |        |

| Qatar      | 1–0        | Ai Cập |
| ---------- | ---------- | ------ |
| Hassan 21' | (Chi tiết) |        |

| Ý              | 1–1        | Qatar      |
| -------------- | ---------- | ---------- |
| Cappellini 67' | (Chi tiết) | Khairi 76' |

| Canada | 0–3        | Ai Cập                                 |
| ------ | ---------- | -------------------------------------- |
|        | (Chi tiết) | Hussain 14' · Musaed 48' · Ramadan 53' |

| Ý         | 1–0        | Ai Cập |
| --------- | ---------- | ------ |
| Gallo 69' | (Chi tiết) |        |

| Canada      | 1–2        | Qatar                  |
| ----------- | ---------- | ---------------------- |
| Titotto 25' | (Chi tiết) | Yousuf 3' · Suwaid 23' |

### Bảng B
Địa điểm: King George V Park, St. John's
| Đội         | ST | T | H | B | BT | BB | HS | Đ | Kết quả                |
| ----------- | -- | - | - | - | -- | -- | -- | - | ---------------------- |
| Bờ Biển Ngà | 3  | 2 | 1 | 0 | 3  | 1  | 2  | 5 | Giành quyền vào tứ kết |
| Hàn Quốc    | 3  | 1 | 1 | 1 | 5  | 4  | 1  | 3 | Giành quyền vào tứ kết |
| Ecuador     | 3  | 1 | 0 | 2 | 1  | 2  | -1 | 2 | Bị loại                |
| Hoa Kỳ      | 3  | 1 | 0 | 2 | 3  | 5  | -2 | 2 | Bị loại                |

| Bờ Biển Ngà | 1–1        | Hàn Quốc          |
| ----------- | ---------- | ----------------- |
| Dea 9'      | (Chi tiết) | Shin Tae-Yong 53' |

| Hoa Kỳ      | 1–0        | Ecuador |
| ----------- | ---------- | ------- |
| Crawley 47' | (Chi tiết) |         |

| Bờ Biển Ngà | 1–0        | Hoa Kỳ |
| ----------- | ---------- | ------ |
| Bassole 52' | (Chi tiết) |        |

| Hàn Quốc | 0–1        | Ecuador   |
| -------- | ---------- | --------- |
|          | (Chi tiết) | Ramos 47' |

| Bờ Biển Ngà | 1–0        | Ecuador |
| ----------- | ---------- | ------- |
| Traore 68'  | (Chi tiết) |         |

| Hàn Quốc                                                                  | 4–2        | Hoa Kỳ                 |
| ------------------------------------------------------------------------- | ---------- | ---------------------- |
| Noh Jung-Yoon 25' · Shin Tae-Yong 50' · Lee Tae-Hong 65' · Kim In-Wan 72' | (Chi tiết) | Snow 40' · Deering 48' |

### Bảng C
Địa điểm: Khu phức hợp thể thao Claude-Robillard, Montreal
| Đội         | ST | T | H | B | BT | BB | HS | Đ | Kết quả                |
| ----------- | -- | - | - | - | -- | -- | -- | - | ---------------------- |
| Úc          | 3  | 2 | 0 | 1 | 3  | 4  | -1 | 4 | Giành quyền vào tứ kết |
| Pháp        | 3  | 1 | 1 | 1 | 4  | 3  | 1  | 3 | Giành quyền vào tứ kết |
| Ả Rập Xê Út | 3  | 1 | 1 | 1 | 2  | 1  | 1  | 3 | Bị loại                |
| Brasil      | 3  | 0 | 2 | 1 | 0  | 1  | -1 | 2 | Bị loại                |

| Brasil | 0–0        | Pháp |
| ------ | ---------- | ---- |
|        | (Chi tiết) |      |

| Ả Rập Xê Út | 0–1        | Úc         |
| ----------- | ---------- | ---------- |
|             | (Chi tiết) | Horvat 71' |

| Brasil | 0–0        | Ả Rập Xê Út |
| ------ | ---------- | ----------- |
|        | (Chi tiết) |             |

| Pháp                                     | 4–1        | Úc            |
| ---------------------------------------- | ---------- | ------------- |
| Debève 14', 23', 31' · Rincon 24' (pen.) | (Chi tiết) | Georgakis 73' |

| Brasil | 0–1        | Úc             |
| ------ | ---------- | -------------- |
|        | (Chi tiết) | Richardson 74' |

| Pháp | 0–2        | Ả Rập Xê Út             |
| ---- | ---------- | ----------------------- |
|      | (Chi tiết) | Zayed 18' · Shalgan 34' |

### Bảng D
Địa điểm: Sân vận động Jeux Canada Games, Saint John
| Đội     | ST | T | H | B | BT | BB | HS | Đ | Kết quả                |
| ------- | -- | - | - | - | -- | -- | -- | - | ---------------------- |
| Liên Xô | 3  | 2 | 1 | 0 | 12 | 3  | 9  | 5 | Giành quyền vào tứ kết |
| Nigeria | 3  | 1 | 1 | 1 | 4  | 4  | 0  | 3 | Giành quyền vào tứ kết |
| México  | 3  | 1 | 1 | 1 | 3  | 9  | -6 | 3 | Bị loại                |
| Bolivia | 3  | 0 | 1 | 2 | 6  | 9  | -3 | 1 | Bị loại                |

| Liên Xô   | 1–1        | Nigeria |
| --------- | ---------- | ------- |
| Rusin 61' | (Chi tiết) | Eke 79' |

| México                 | 2–2        | Bolivia                  |
| ---------------------- | ---------- | ------------------------ |
| Landa 56' · Romero 76' | (Chi tiết) | Lobo 50' · Cristaldo 53' |

| Liên Xô                                                                                  | 7–0        | México |
| ---------------------------------------------------------------------------------------- | ---------- | ------ |
| Matveyev 13', 25' · Nikiforov 31', 51' · Mushchynka 47' · Kadyrov 64' · Bezhenar 72' pen | (Chi tiết) |        |

| Nigeria              | 3–2        | Bolivia                     |
| -------------------- | ---------- | --------------------------- |
| Osondu 24', 66', 77' | (Chi tiết) | Cristaldo 26' · Arandia 70' |

| Liên Xô                                                           | 4–2        | Bolivia                             |
| ----------------------------------------------------------------- | ---------- | ----------------------------------- |
| Nikiforov 28' · Bezhenar 32' (pen.) · Asadov 44' · Mushchynka 50' | (Chi tiết) | Urquiza 59' (pen.) · Etcheverry 73' |

| Nigeria | 0–1        | México     |
| ------- | ---------- | ---------- |
|         | (Chi tiết) | Rivera 55' |

## Vòng đấu loại trực tiếp
|  | Tứ kết                  | Tứ kết                  |                         |       | Bán kết       | Bán kết       |  |  | Chung kết | Chung kết |
|  |                         |                         |                         |       |               |               |  |  |           |           |
|  | 19 tháng 7 - Toronto    |                         |                         |       |               |               |  |  |           |           |
|  |                         |                         |                         |       |               |               |  |  |           |           |
|  | Ý                       | 2                       |                         |       |               |               |  |  |           |           |
|  | Ý                       | 2                       | 22 tháng 7 - Toronto    |       |               |               |  |  |           |           |
|  | Hàn Quốc                | 0                       |                         |       |               |               |  |  |           |           |
|  | Hàn Quốc                | 0                       | Ý                       | 0     |               |               |  |  |           |           |
|  | 19 tháng 7 - Montreal   |                         | Ý                       | 0     |               |               |  |  |           |           |
|  |                         | Nigeria                 | 1                       |       |               |               |  |  |           |           |
|  | Úc                      | Nigeria                 | 1                       | 0     |               |               |  |  |           |           |
|  | Úc                      |                         | 25 tháng 7 - Toronto    | 0     |               |               |  |  |           |           |
|  | Nigeria                 | 1                       |                         |       |               |               |  |  |           |           |
|  | Nigeria                 | 1                       | Nigeria (pen.)          | 1 (2) |               |               |  |  |           |           |
|  | 19 tháng 7 - Saint John |                         | Nigeria (pen.)          | 1 (2) |               |               |  |  |           |           |
|  |                         | Liên Xô                 | 1 (4)                   |       |               |               |  |  |           |           |
|  | Bờ Biển Ngà             | Liên Xô                 | 1 (4)                   | 3     |               |               |  |  |           |           |
|  | Bờ Biển Ngà             | 22 tháng 7 - Saint John |                         | 3     |               |               |  |  |           |           |
|  | Qatar                   | 0                       |                         |       |               |               |  |  |           |           |
|  | Qatar                   | 0                       | Bờ Biển Ngà             | 1     |               |               |  |  |           |           |
|  | 19 tháng 7 - Saint John |                         | Bờ Biển Ngà             | 1     |               |               |  |  |           |           |
|  |                         | Liên Xô                 | 5                       |       | Tranh hạng ba | Tranh hạng ba |  |  |           |           |
|  | Liên Xô                 | Liên Xô                 | 5                       | 3     | Tranh hạng ba | Tranh hạng ba |  |  |           |           |
|  | Liên Xô                 |                         | 24 tháng 7 - Saint John | 3     |               |               |  |  |           |           |
|  | Pháp                    | 2                       |                         |       |               |               |  |  |           |           |
|  | Pháp                    | 2                       | Ý (aet)                 | 1     |               |               |  |  |           |           |
|  |                         |                         |                         |       |               |               |  |  |           |           |
|  | Bờ Biển Ngà             | 2                       |                         |       |               |               |  |  |           |           |
|  | Bờ Biển Ngà             | 2                       |                         |       |               |               |  |  |           |           |

### Tứ kết
| Ý                          | 2–0        | Hàn Quốc |
| -------------------------- | ---------- | -------- |
| Cappellini 52' · Gallo 54' | (Chi tiết) |          |

| Bờ Biển Ngà                         | 3–0        | Qatar |
| ----------------------------------- | ---------- | ----- |
| Bassole 16' · Beda 52' · Traoré 66' | (Chi tiết) |       |

| Úc | 0–1        | Nigeria   |
| -- | ---------- | --------- |
|    | (Chi tiết) | Nwosu 59' |

| Liên Xô                             | 3–2        | Pháp                   |
| ----------------------------------- | ---------- | ---------------------- |
| Arutyunian 40', 60' · Nikiforov 76' | (Chi tiết) | Adrian 49' · Roche 65' |

### Bán kết
| Ý | 0–1        | Nigeria   |
| - | ---------- | --------- |
|   | (Chi tiết) | Nwosu 63' |

| Bờ Biển Ngà | 1–5        | Liên Xô                                           |
| ----------- | ---------- | ------------------------------------------------- |
| Traoré 57'  | (Chi tiết) | Arutyunian 1', 38' · Kasimov 10', 56' · Rusin 77' |

### Tranh hạng ba
| Ý               | 1–2 (s.h.p.) | Bờ Biển Ngà     |
| --------------- | ------------ | --------------- |
| Bocchialini 57' | (Chi tiết)   | Traoré 17', 96' |

### Chung kết
| Nigeria    | 1–1 2-4 (pen.) | Liên Xô      |
| ---------- | -------------- | ------------ |
| Osondu 11' | (Chi tiết)     | Nikiforov 6' |

## Vô địch
| Giải vô địch bóng đá U-16 thế giới 1987 |
| --------------------------------------- |
| · Liên Xô · Lần thứ 1                   |

## Cầu thủ ghi bàn
Moussa Traoré của Bờ Biển Ngà đã giành giải thưởng Chiếc giày vàng khi ghi được 5 bàn thắng. Tổng cộng có 82 bàn thắng được ghi bởi 54 cầu thủ khác nhau, không có bàn nào được tính là phản lưới nhà.
5 bàn
- Moussa Traoré
- Yuri Nikiforov

4 bàn
- Philip Osondu
- Sergei Arutyunian

3 bàn
- Mickaël Debève
- Fabio Gallo

2 bàn
- Luis Cristaldo
- Massimiliano Cappellini
- Michel Bassole
- Christopher Nwosu
- Shin Tae-Yong
- Anatoly Mushinka
- Mirdjalal Kasimov
- Nikolai Rusin
- Oleh Matveyev
- Serhiy Bezhenar

1 bàn
- Phillip Richardson
- Steve Georgakis
- Steve Horvat
- Hebert Arandia
- Manuel Lobo
- Marco Etcheverry
- Marcos Urquiza
- Guido Titotto
- Victor Ramos
- Gamal Musaed
- Hany Hussain
- Mohamed Ramadan
- David Rincon
- Gilles Adrian
- Stephane Roche
- Carlo Bocchialini
- Gianluca Pessotto
- Marcello Melli
- Beda Beda
- Lama Dea
- Carlos Rivera
- Daniel Landa
- Ramiro Romero
- Albert Eke
- Abdulla Hassan
- Abdulla Yousuf
- Edress Khairi
- Rashid Suwaid
- Mohammed Shalgan
- Turki Zayed
- Kim In-Wan
- Lee Tae-Hong
- Noh Jung-Yoon
- Vladislav Kadyrov
- Arif Asadov
- Ben Crawley
- Chad Deering
- Steve Snow

## Bảng xếp hạng giải đấu
| VT                  | Đội         | ST | T | H | B | BT | BB | HS  | Đ  |
| ------------------- | ----------- | -- | - | - | - | -- | -- | --- | -- |
| 1                   | Liên Xô     | 6  | 4 | 2 | 0 | 21 | 7  | +14 | 10 |
| 2                   | Nigeria     | 6  | 3 | 2 | 1 | 7  | 5  | +2  | 8  |
| 3                   | Bờ Biển Ngà | 6  | 4 | 1 | 1 | 9  | 7  | +2  | 9  |
| 4                   | Ý           | 6  | 3 | 1 | 2 | 8  | 4  | +4  | 7  |
| Bị loại ở tứ kết    |             |    |   |   |   |    |    |     |    |
| 5                   | Qatar       | 4  | 2 | 1 | 1 | 4  | 5  | –1  | 5  |
| 6                   | Úc          | 4  | 2 | 0 | 2 | 3  | 5  | –2  | 4  |
| 7                   | Pháp        | 4  | 1 | 1 | 2 | 6  | 6  | 0   | 3  |
| 8                   | Hàn Quốc    | 4  | 1 | 1 | 2 | 5  | 6  | –1  | 3  |
| Bị loại ở vòng bảng |             |    |   |   |   |    |    |     |    |
| 9                   | Ả Rập Xê Út | 3  | 1 | 1 | 1 | 2  | 1  | +1  | 3  |
| 10                  | México      | 3  | 1 | 1 | 1 | 3  | 9  | –6  | 3  |
| 11                  | Ai Cập      | 3  | 1 | 0 | 2 | 3  | 2  | +1  | 2  |
| 12                  | Ecuador     | 3  | 1 | 0 | 2 | 1  | 2  | –1  | 2  |
| 13                  | Hoa Kỳ      | 3  | 1 | 0 | 2 | 3  | 5  | –2  | 2  |
| 14                  | Brasil      | 3  | 0 | 2 | 1 | 0  | 1  | –1  | 2  |
| 15                  | Bolivia     | 3  | 0 | 1 | 2 | 6  | 9  | –3  | 1  |
| 16                  | Canada      | 3  | 0 | 0 | 3 | 1  | 8  | –7  | 0  |

FIFA đã trao giải thưởng Chiếc giày vàng cho Moussa Traoré vì Bờ Biển Ngà ghi ít bàn thắng hơn Liên Xô.